# Horneby Sand Station
Horneby Sand Station er en jernbanestation i den vestlige del af Hornbæk i Nordsjælland. Stationen ligger på Hornbækbanen mellem Helsingør og Gilleleje og betjenes af tog fra Lokaltog.